# Eupsittula aurea
Il parrocchetto frontepesca (Eupsittula aurea (Gmelin, 1788)) è un uccello della famiglia degli Psittacidi.

## Descrizione
Colore generale verde, più chiaro nelle parti ventrali; fronte di colore rosso dorato sfumato in blu, anello perioftalmico giallo, iride rossa, becco nero, zampe grigiastre; ha taglia attorno ai 26 cm. Le remiganti e le copritrici primarie sono blu negli adulti e azzurre nei giovani, che hanno anche la colorazione generale più pallida e l'iride grigia.

## Biologia
Passa gran parte della giornata alla ricerca di semi sugli alberi, sugli arbusti e sul terreno e si muove in gruppi anche di 40-50 individui. Nidifica nelle cavità degli alberi deponendo 2-4 uova.

## Distribuzione e habitat
Vive in Brasile, Bolivia, Paraguay e nel nord-ovest dell'Argentina. È comune in tutto l'areale, salvo che in Argentina dove già negli anni sessanta era raro.
Il suo habitat è vario e va dalle foreste secondarie lungo il bacino del Rio delle Amazzoni al «cerrado», un ambiente tipico del sud del Brasile, costituito da grandi pianure asciutte in cui crescono alberi semidecidui e bassi.